# Hans Peter Kraus
Hans Peter Kraus (auch H. P. Kraus oder Hans P. Kraus, oft auch nur HPK; * 12. Oktober 1907 in Wien, Österreich-Ungarn; † 1. November 1988 in Ridgefield (Connecticut)) war ein österreichisch-amerikanischer Buchhändler, Antiquar und Sammler.

## Leben
Nach der Arbeit bei R. Lechner in Wien und Ernst Wasmuth in Berlin eröffnete er 1932 – in einer wirtschaftlich schlechten Zeit – in Wien sein eigenes Buchgeschäft. Im Jahr 1938, nach der deutschen Annexion von Österreich, wurde er verhaftet und in das KZ Dachau gebracht. Nach einigen Monaten wurde er in das KZ Buchenwald überführt. Dort wurde er nach acht Monaten freigelassen und kehrte nach Wien zurück, musste Österreich jedoch innerhalb von zwei Monaten verlassen. Er konnte noch sein Geschäft verkaufen und emigrierte dann über Stockholm nach New York. 
In New York eröffnete er ein Geschäft, und durch seine Hände gingen einige der wertvollsten Bücher: zum Beispiel das Anhalter Evangelienbuch, das Stundenbuch der Maria von Kleve, verschiedene Gutenberg-Bibeln, seltene Erstausgaben von Caxtons Canterbury Tales, das Voynich-Manuskript, das Missale speciale (früher Constantiense), der St.-Blasien-Psalter und viele andere. 
1965 erwarb er das Antiquariat Hellmut Schumann in Zürich.
Seine circa 223 erschienenen Antiquariatskataloge enthalten detaillierte Beschreibungen der Bücher und Handschriften. 
Nach dem Tod seiner Frau Hanni (1919–2003) wurde das Geschäft aufgelöst.

## Resümee
Hans Peter Kraus war einer der erfolgreichsten Antiquare, vergleichbar mit Händlern wie Bernard Quaritch, Guillaume de Bure und den Gebrüdern Rosenbach. Kraus spezialisierte sich auf mittelalterliche Handschriften und Inkunabeln. Er soll von sich gesagt haben, er habe „die einzige Buchhandlung in der Geschichte ..., die im Besitz einer Gutenberg-Bibel und gleichzeitig zweier Psalter von 1457 und 1459 ist“. (Gemeint sind die beiden frühesten gedruckten Psalter, von den Nachfolgern Gutenbergs, Johannes Fust und Peter Schöffer.)